# Шаскольский, Борис Матвеевич
Борис (Бернгард) Матвеевич (Моисеевич) Шаскольский (4 января 1843, Россиены, Ковенская губ. — 16 сентября 1910, Петербург) — российский провизор, купец 2-й гильдии, владелец Сампсониевской аптеки и торгового дома в Санкт-Петербурге, член Санкт-Петербургского фармацевтического общества.

## Происхождение
Родился в семье купца третьей гильдии Мовши Лейзеровича Шаскольского и Малки Иосифовны Габрилович (1822—1904). Отец был владельцем оптовой мануфактурной торговли и оптовых басонного и галантерейного складов в Россиенах. Дед, Иосиф Берлович Габрилович, также был купцом третьей гильдии и провизором. 
В 60-х годах XIX века приехал в Петербург на учёбу. Исповедовал иудаизм.

## Биография
В 1867 году окончил курс фармацевтических наук при Медико-хирургической академии и сдал экзамен на степень провизора.
В 1870 году приобрел одну из старейших петербургских аптек — Сампсониевскую, на Выборгской стороне по адресу Финляндский пр., 1 — Б. Сампсониевский пр., 12.
В 1877 году женился в Риге на Евгении-Женни Морицовне Кальмейер.
В 1884 г. приобрел аптекарский магазин на Невском пр., 27 а затем и отделение в Кронштадте. Магазин существовал, с перерывом в 1919—1921 годах, до 1929 года. В 1886 году стал санкт-петербургским купцом 2-й гильдии.
В конце 1891 года вошёл в состав правления Санкт-Петербургского общества дрогистов, устав которого был высочайше утверждён 5 июля 1891 года.
В 1903 году приобрел дом № 4 на Эртелевом переулке с прилегающим участком. В одном из дворовых флигелей был организован аптекарский склад и лаборатория.

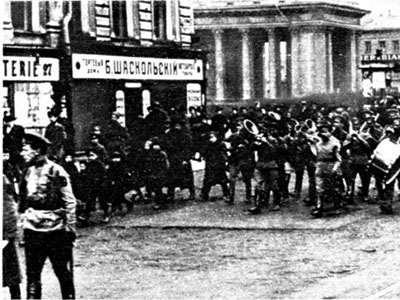
Торговый дом «Б. Шаскольский» (май 1918 г.)

На протяжении тридцати лет Б. М. Шаскольский был членом Санкт-Петербургского фармацевтического общества.
Во время русско-японской войны Б. М. Шаскольский вошел в состав Распорядительного комитета Особой комиссии по бесплатному размещению больных и раненых воинов в пределах Петербургского военного округа.
Похоронен в Санкт-Петербурге на Волковском лютеранском кладбище.
После смерти Шаскольского фирму возглавила его вдова — Евгения-Женни Морицовна (Евгения Михайловна), получившая в 1912 году статус купца 2-й гильдии.

## Вклад в продвижение Боржомских минеральных вод

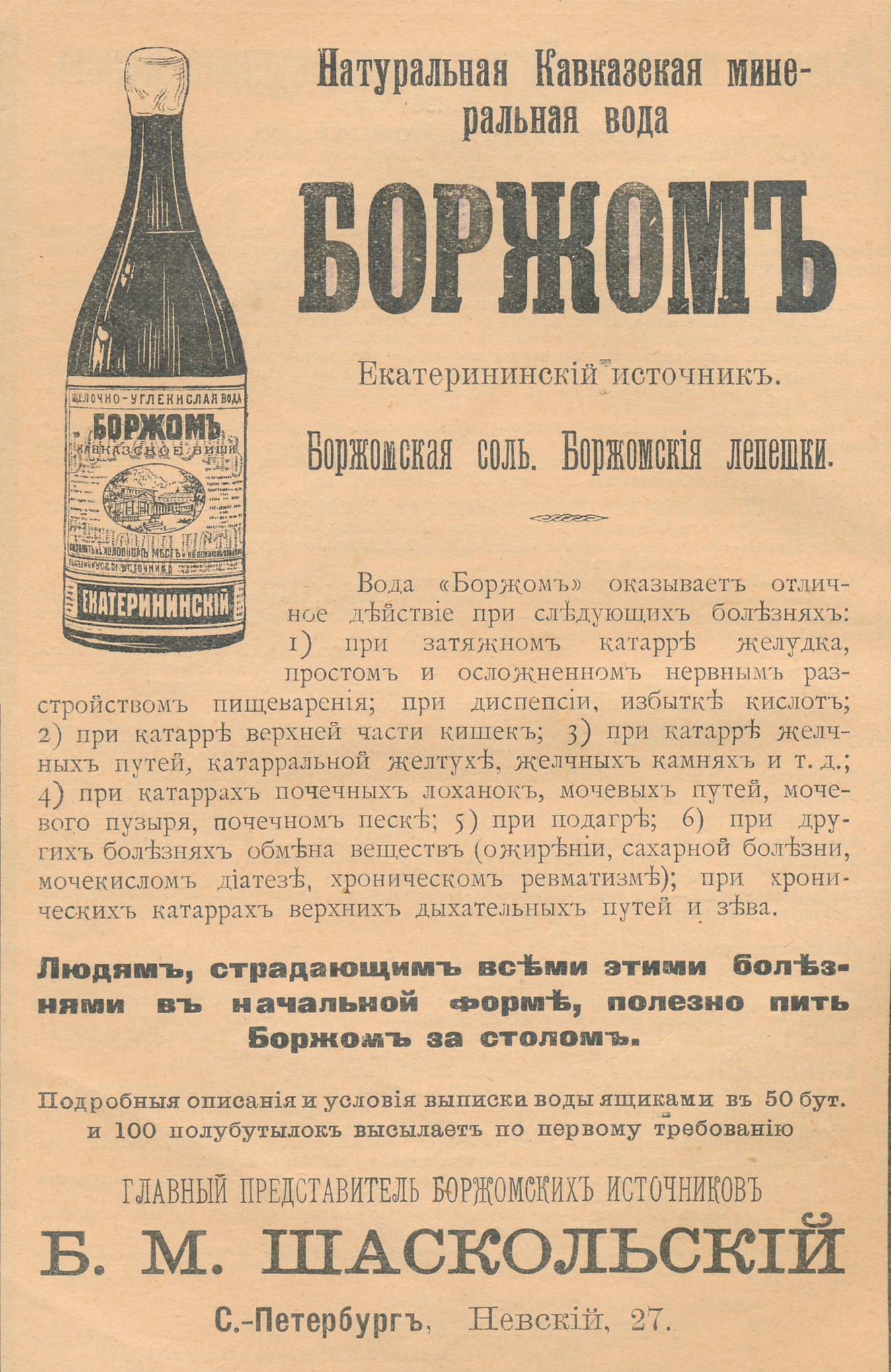
Реклама Боржома с указанием Б. М. Шаскольского как главного представителя, «Всеобщий календарь на 1909 год».

В 1906 году великий князь Михаил Николаевич Романов пригласил Б. М. Шаскольского для организации сбыта и потребления минеральной воды «Боржом». Шаскольский возглавил представительство в России, а затем и за границей этой минеральной воды.
Одним из оригинальных способов рекламы Боржомской воды было бесплатное распространение небольших её партий среди врачей, которым предлагалось за свой счёт исследовать целебные свойства воды. Пациенты, которым помогла предложенная врачами минеральная вода, со временем начинали покупать её за собственные средства. Немалое внимание Шаскольский уделял выставкам — Боржом каждый год получал призы на российских и международных конкурсах, что значительно увеличивало объёмы продаж воды как в пределах империи, так и в европейских государствах.
В результате экспорт Боржома за 4 года увеличился с 2 млн бутылок в год (1906) до 5 млн (1910).

## Стипендия Шаскольского
Вдова Шаскольского передала Санкт-Петербургскому фармацевтическому обществу 5600 руб. для учреждения именных стипендий на проценты с этой суммы. Стипендии предназначались «для фармацевтов, занимающихся изучением фармацевтических наук в высших учебных заведениях, а также лицам, разрабатывающим научные темы и для заграничной командировки с научной целью».
Первое присуждение стипендии состоялось в день рождения Б. М. Шаскольского 4 января 1914 г. Её обладателем стал магистр фармации Э. Зарин.

## Семья и потомки Б. М. Шаскольского

### Сыновья
- Шаскольский, Пётр Борисович — приват-доцент, деятель партии эсеров
- Шаскольский, Павел Борисович — химик, фармацевт

### Внуки
- Шаскольский, Игорь Павлович — историк
- Шаскольская, Марианна Петровна — кристаллограф
- Шаскольский, Борис Владимирович — зав. кафедрой МАТИ, турист, мастер спорта

- Брат — Луи Матвеевич Шаскольский (1853—1903), купец второй гильдии, управлял мануфактурами отца, совладелец банкирского дома «Шаскольский и Кан»; был женат на Анне Григорьевне Фрумкиной, сестре общественного деятеля Я. Г. Фрумкина.
- Двоюродные братья и сестры — Артур Соломонович Габрилович (1867—?), присяжный поверенный и музыкальный критик, с 1895 года издавал «Музыкальный календарь»; Григорий Семёнович Габрилович (1863—?), музыкальный критик, издавал еженедельную музыкальную газету «Russlands Musik-Zeitung» (1894—1895), доверенный Санкт-Петербургско-Азовского коммерческого банка[6]; Осип Соломонович Габрилович, пианист и дирижёр; Осип Густавович Габрилович (1871—1946), магистр фармации, владелец аптек в Воронеже и Москве (его сын — Евгений Иосифович Габрилович, писатель и драматург); Леонард Леонович (Лейбович) Габрилович (1868—1914), провизор и купец 1-й гильдии (вместе со старшим братом Максом Леоновичем Габриловичем, магистром фармации, владел Николаевской аптекой на улице Марата в Санкт-Петербурге)[7]; Иван Григорьевич Габрилович, врач; Леонид Евгеньевич Габрилович, критик, публицист и философ; Николай Евгеньевич Габрилович (1865—1941), врач-гомеопат, председатель Российского общества врачей-гомеопатов и заведующий гомеопатической больницей имени Александра II в Санкт-Петербурге, вице-президент Международной гомеопатической лиги; Ольга Евгеньевна Габрилович (1879—?), первая женщина магистр фармации в России (1906)[8]; Софья Евгеньевна Габрилович (?—1927), врач-гинеколог в Петербурге, с 1917 года во Франции.